# Tia Hellebaut
Tia Hellebaut (Antwerpen, 16. veljače 1978.) je belgijska atletičarka. Aktualna je olimpijska pobjednica u skoku u vis i svjetska dvoranska prvakinja u petoboju.
Osobni joj rekord u skoku u vis preskočenih 205 cm. Ta visina je i nacionalni belgijski rekord. Prvi put je tu visinu preskočila na Olimpijskim igrama u Pekingu, i to iz prvog pokušaja, čime je osigurala naslov olimpijske pobjednice ispred Hrvatice Blanke Vlašić i Ruskinje Ane Čičerove. To joj je bilo četvrto zlatno odličje s velikih natjecanja. Ima još zlato s europskog prvenstva 2006. i s europskog dvoranskog prvenstva 2007. U petoboju ima naslov svjetske dvoranske prvakinje iz 2008. godine.